# Mütiilation
A Mütiilation egy francia egyszemélyes black metal együttes, ami 1991-ben alakult Grabelsben Meyhna'ch által. A zenekar hozzátartozott a francia black metal mozgalomhoz, a Les Légions Noires-hez olyan együttesekkel, mint a Vlad Tepes, a Belkètre és a Brenoritvrezorkre. Először több tagot vettek fel az együttesbe, azonban később megmaradt egyszemélyes projektként. Meyna'ch drogproblémái miatt 1996-ban kirúgták a mozgalomból a zenekart. Utána felosztatta az együttest, majd 2000-ben újjáalakult. 2001-ben a Celestia tagjainak segítségével a zenekar két koncertet adott, egyet Marseille-ben, egyet pedig az Under the Black Sun Festival-on, Germendorfban. Végül hat nagylemez, két EP és hat demó kiadása után 2009. december 8-án ismét feloszlott a zenekar. 2012-ben jelent meg a zenekar harmadik EP-je, ami a Marseille-i koncertje hanganyagának egy részét tartalmazza.
Annak ellenére, hogy kirúgták a mozgalomból, a Mütiilation a legismertebb és legtovább tartó zenei projektje volt a Les Légions Noires-nek.

## Diszkográfia

### Nagylemezek
- Vampires of Black Imperial Blood (1995)
- Remains of a Ruined, Dead, Cursed Soul (1999)
- Black Millenium (Grimly Reborn) (2001)
- Majestas Leprosus (2003)
- Rattenkönig (2005)
- Sorrow Galaxies (2007)

### EP-k
- Hail Satanas We Are the Black Legions (1994)
- New False Prophet (2000)
- Black as Lead & Death (2012)

### Demók
- Rites through the Twilight of Hell (1992)
- Ceremony of the Black Cult (1993)
- Satanist Styrken (1994)
- Black Imperial Blood (Travel) (1994)
- Promo '95 (1995)
- Destroy Your Life for Satan (2001)

### Bootlegek
- Live In Germendorf, Germany (07/07/2001) (2001)
- Live In Marseilles, France (06/23/2001) (2001)
- Possessed and Immortal (2002)
- Black Wind of War (2004)
- Black Legions Metal
- Dawn of the Fallen Angel
- Desecrate Jesus Name
- Grim Rebirth

### Egyéb kiadványok
- Mütiilation / Deathspell Omega (split, 2002)
- 1992-2002 Ten Years of Depressive Destruction (válogatás, 2003)
- From the Entrails to the Dirt (split, 2005)
- Dark Hymns (split, 2007)